# بويان فيليبوفيتش
بويان فيليبوفيتش هو لاعب كرة قدم صربي في مركز الوسط، ولد في 1976 في كروشيفاتس في صربيا. لعب مع سبارتاك سوبتيتسا وشتورم غراتس ونابريداك كروشيفاتس ونادي أوبليتش.

## وصلات خارجية
- بويان فيليبوفيتش على موقع قاعدة بيانات كرة القدم.إي يو (الإنجليزية)
- بويان فيليبوفيتش على موقع بيانات كرة القدم. دي إي (الألمانية)
- بويان فيليبوفيتش على موقع Soccerway.com (الإنجليزية)